# Internationales Werner-Seelenbinder-Gedenkturnier 1976
Das Internationale Werner-Seelenbinder-Gedenkturnier 1976 fand vom 25. bis zum 26. September 1976 in Greifswald statt. Es war die vierte Auflage dieser internationalen Meisterschaften der DDR im Badminton.

## Medaillengewinner
| Disziplin    | Gold                                                                           | Silber                                                                        | Bronze                                                                     |
| ------------ | ------------------------------------------------------------------------------ | ----------------------------------------------------------------------------- | -------------------------------------------------------------------------- |
| Herreneinzel | Nikolay Peshekhonov (UdSSR)                                                    | Joachim Schimpke (Fortschritt Tröbitz)                                        | Edgar Michalowski (Einheit Greifswald)                                     |
| Herreneinzel | Nikolay Peshekhonov (UdSSR)                                                    | Joachim Schimpke (Fortschritt Tröbitz)                                        | Roland Riese (Fortschritt Tröbitz)                                         |
| Dameneinzel  | Monika Cassens (HSG Lok HfV Dresden)                                           | Angela Michalowski (Einheit Greifswald)                                       | Christine Zierath (Einheit Greifswald)                                     |
| Dameneinzel  | Monika Cassens (HSG Lok HfV Dresden)                                           | Angela Michalowski (Einheit Greifswald)                                       | Alla Zvonareva (UdSSR)                                                     |
| Herrendoppel | Edgar Michalowski / Roland Riese (Einheit Greifswald / Fortschritt Tröbitz)    | Erfried Michalowsky / Detlef Sprenger (Einheit Greifswald / EBT Berlin)       | Joachim Schimpke / Klaus Müller (Einheit Greifswald / Fortschritt Tröbitz) |
| Herrendoppel | Edgar Michalowski / Roland Riese (Einheit Greifswald / Fortschritt Tröbitz)    | Erfried Michalowsky / Detlef Sprenger (Einheit Greifswald / EBT Berlin)       | Konstantin Vavilov / Nikolay Peshekhonov (UdSSR)                           |
| Damendoppel  | Monika Cassens / Angela Michalowski (HSG Lok HfV Dresden / Einheit Greifswald) | Christine Zierath / Christel Sommer (Einheit Greifswald / / HSG DHfK Leipzig) | Irina Shevchenko / Renate Thurow (UdSSR / Einheit Greifswald)              |
| Damendoppel  | Monika Cassens / Angela Michalowski (HSG Lok HfV Dresden / Einheit Greifswald) | Christine Zierath / Christel Sommer (Einheit Greifswald / / HSG DHfK Leipzig) | Alla Zvonareva / Irina Pologova (UdSSR)                                    |
| Mixed        | Edgar Michalowski / Monika Cassens (Einheit Greifswald / HSG Lok HfV Dresden)  | Erfried Michalowsky / Angela Michalowski (Einheit Greifswald)                 | Nikolay Peshekhonov / Irina Shevchenko (UdSSR)                             |
| Mixed        | Edgar Michalowski / Monika Cassens (Einheit Greifswald / HSG Lok HfV Dresden)  | Erfried Michalowsky / Angela Michalowski (Einheit Greifswald)                 | Konstantin Vavilov / Alla Zvonareva (UdSSR)                                |